# Bournezeau
Bournezeau je francouzská obec v departementu Vendée v Pays de la Loire.